# Ernst March

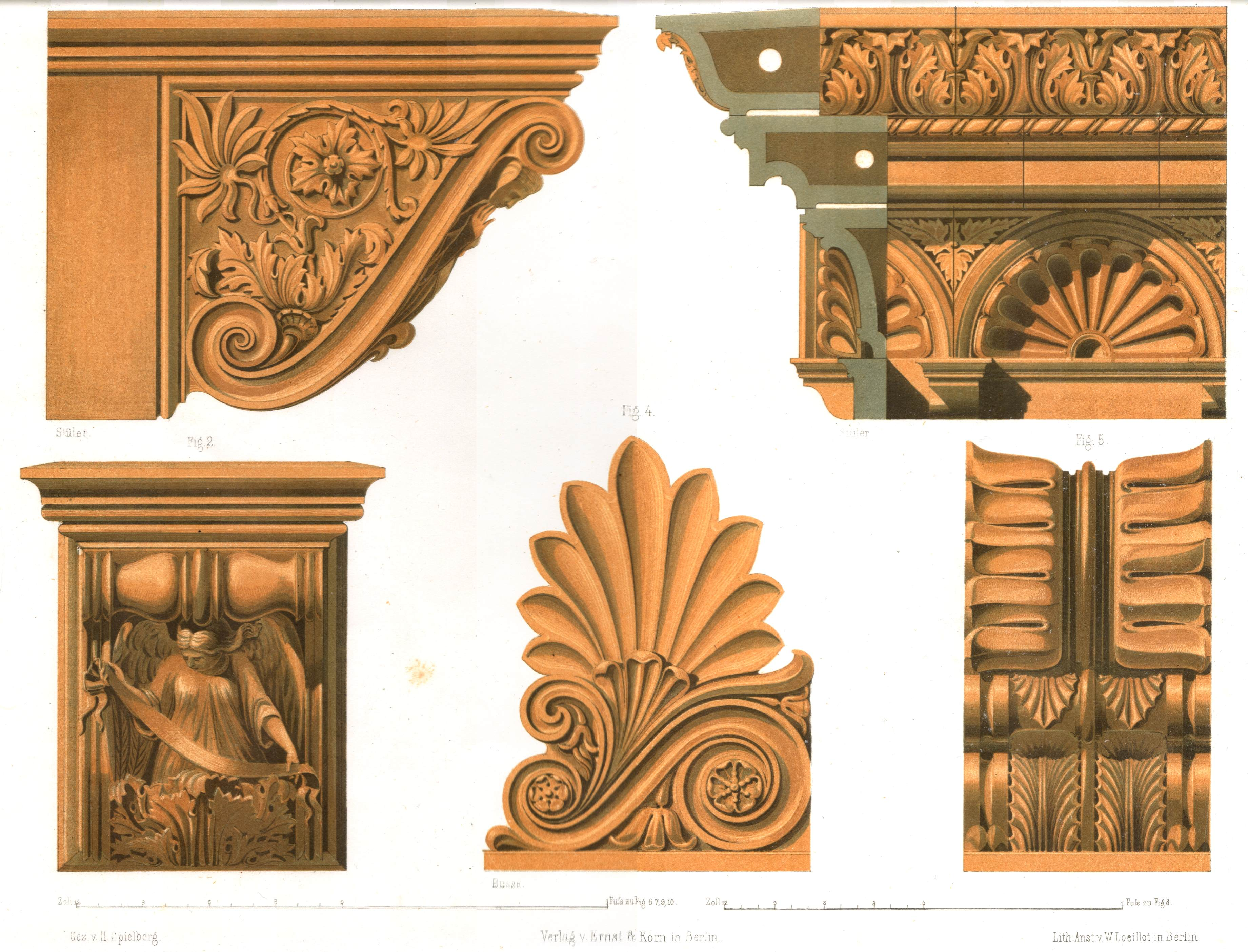
Terrakotten der Manufaktur Ernst March, entworfen u. a. von Friedrich August Stüler für das Domkandidatenstift in Berlin. Oben rechts die Hohlform. Aus dem Architektonischen Album.

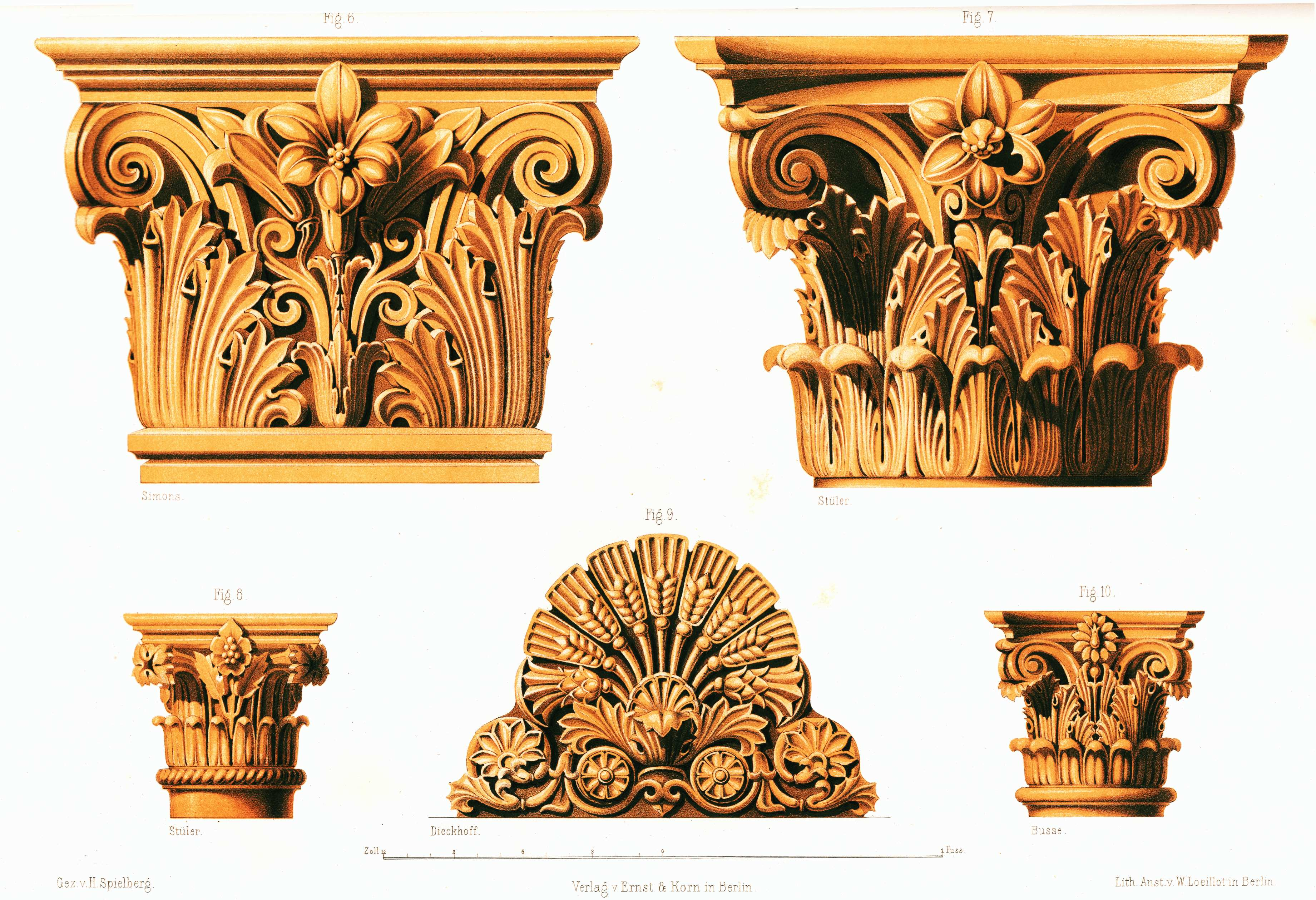
Terrakotten der Manufaktur Ernst March, rechts Kapitell für das Domkandidatenstift, links Kapitell für Säulen der Kuppelbauten auf den Kasernen gegenüber Schloss Charlottenburg. Aus dem Architektonischen Album

Ernst March (* 30. Juni 1798 in Panknin; † 14. Dezember 1847 in Charlottenburg) war ein deutscher Tonwarenfabrikant.

## Leben
Ernst March wurde am 30. Juni 1798 in Panknin geboren. Nach einer Lehre als Töpfer in der Ofenfabrik Tobias Feilners war er für kurze Zeit dessen Teilhaber. 1846 gründete er jedoch eine eigene Firma, die Marchsche Tonwarenfabrik auf dem Tiergartenfeld in Charlottenburg. Das Fabrikgelände mit den Manufakturgebäuden und dem Wohnhaus lag auf Grundstücken, die heute als nördlicher Campus von der Technischen Universität Berlin genutzt werden.
Die Manufaktur fertigte vorerst einfache Industriekeramik, darunter Formen für die Zuckerindustrie, spezialisierte sich aber seit Beginn der 1840er Jahre auf Terrakotta- und Majolikaproduktion. March wurde zum führenden Terrakottaproduzenten und konkurrierte Feilners Fabrik. Feilner selber war 1839 gestorben. Friedrich August Stüler gab etwa 1844 die Terrakotten für die St. Matthäikirche in Auftrag und beschritt später beim Bau des Neuen Museums mit den Eisenkonstruktionen und Gewölben aus Topfziegeln aus Marchs Tonwarenfabrik neue technische Wege.

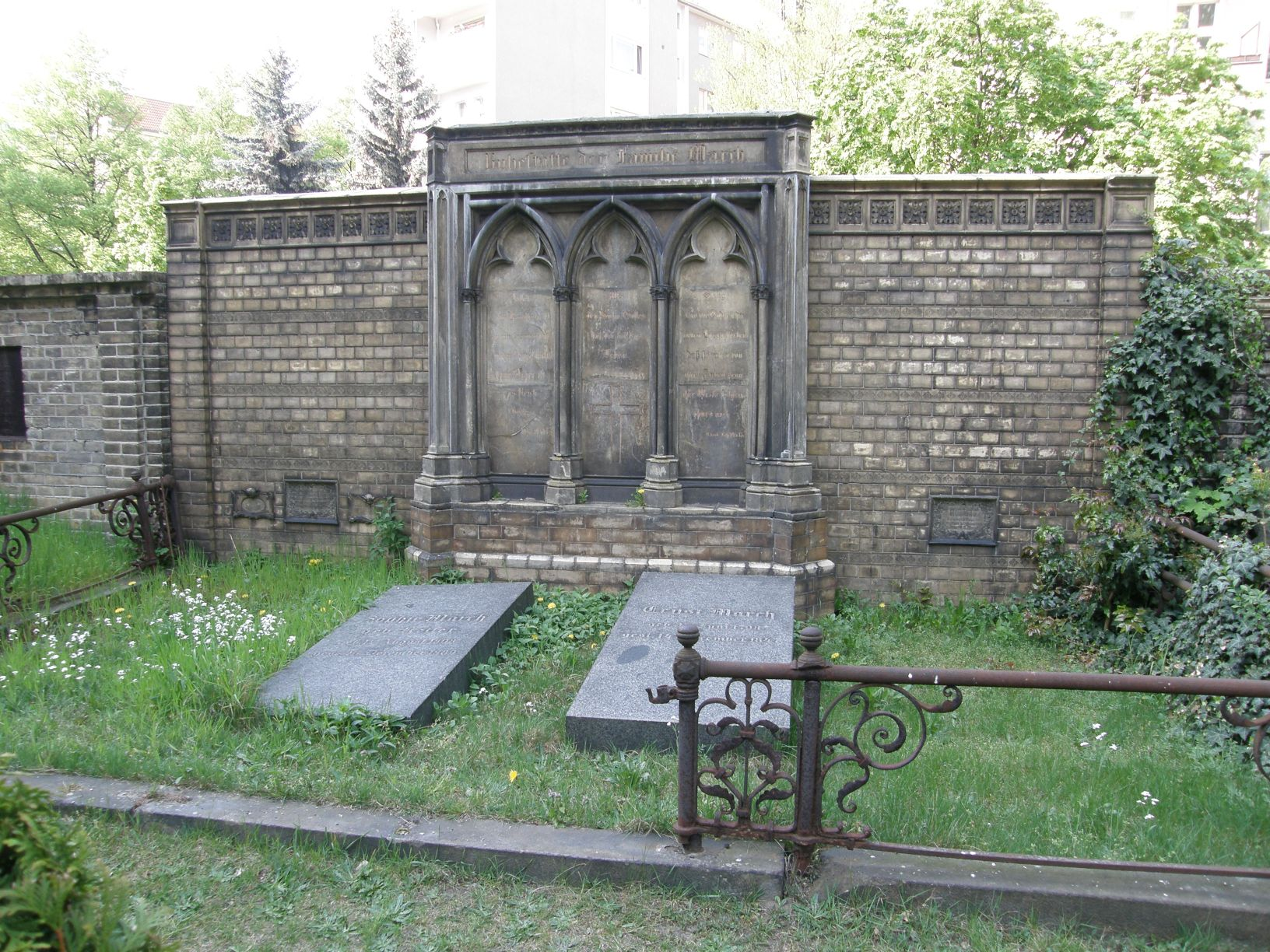
Grabstätte der Eheleute March auf dem Luisenfriedhof I

Anfang der Fabrik E. March

Tonwarenfabrik in der Sophienstraße Ecke Berliner Straße, heute Nordseite der Straße des 17. Juni

Beim Brennen der Terrakottasäulen für das Atrium des Stibadium im Paradiesgärtlein unterhalb des Orangerieschlosses in Potsdam, einem Werk von Ludwig Persius, arbeitete March 1846 wegen der Länge der Säulen im zugigen Kesselhaus der Fabrik, dabei „holte er sich eine Erkältung, die in ein Nieren- und Lungenleiden ausartete“, wie sein Sohn Paul in seinen Lebenserinnerungen schrieb. An den Folgen dieser Erkrankung starb Ernst March.
Nach seinem frühen Tod 1847 leitete die Witwe Sophie March, geborene Keller, das Unternehmen weiter. Ab 1865 führten die gemeinsamen Söhne Paul und Emil das Unternehmen als Ernst March & Söhne Tonwarenfabrik weiter. Sie stellte weiterhin hochwertige Terrakotten für bekannte und prestigeträchtige Bauten wie das Berliner Kunstgewerbemuseum, den Görlitzer Bahnhof oder das Rote Rathaus her. Der Sohn Otto wurde Architekt, ebenso die Enkel Walter und Werner March. Um 1896 beschäftigte die Fabrik Ernst March & Söhne 150 Arbeiter und verbrauchte jährlich 1.500 Tonnen Ton. 1902 fusionierte die Fabrik mit gleichartigen Unternehmungen zur Deutschen Ton- und Steinzeugwerke AG; die Fabrikation in Charlottenburg wurde aufgegeben.
Ernst und Sophie March wurden auf dem Luisenfriedhof I in Berlin-Charlottenburg – in der Nähe des Fabrikgeländes – beigesetzt. Die Marchstraße am ehemaligen Firmengelände heißt nach Ernst March.

## Auswahl von Bauten mit Terrakotten der Tonwarenfabrik Ernst March & Söhne

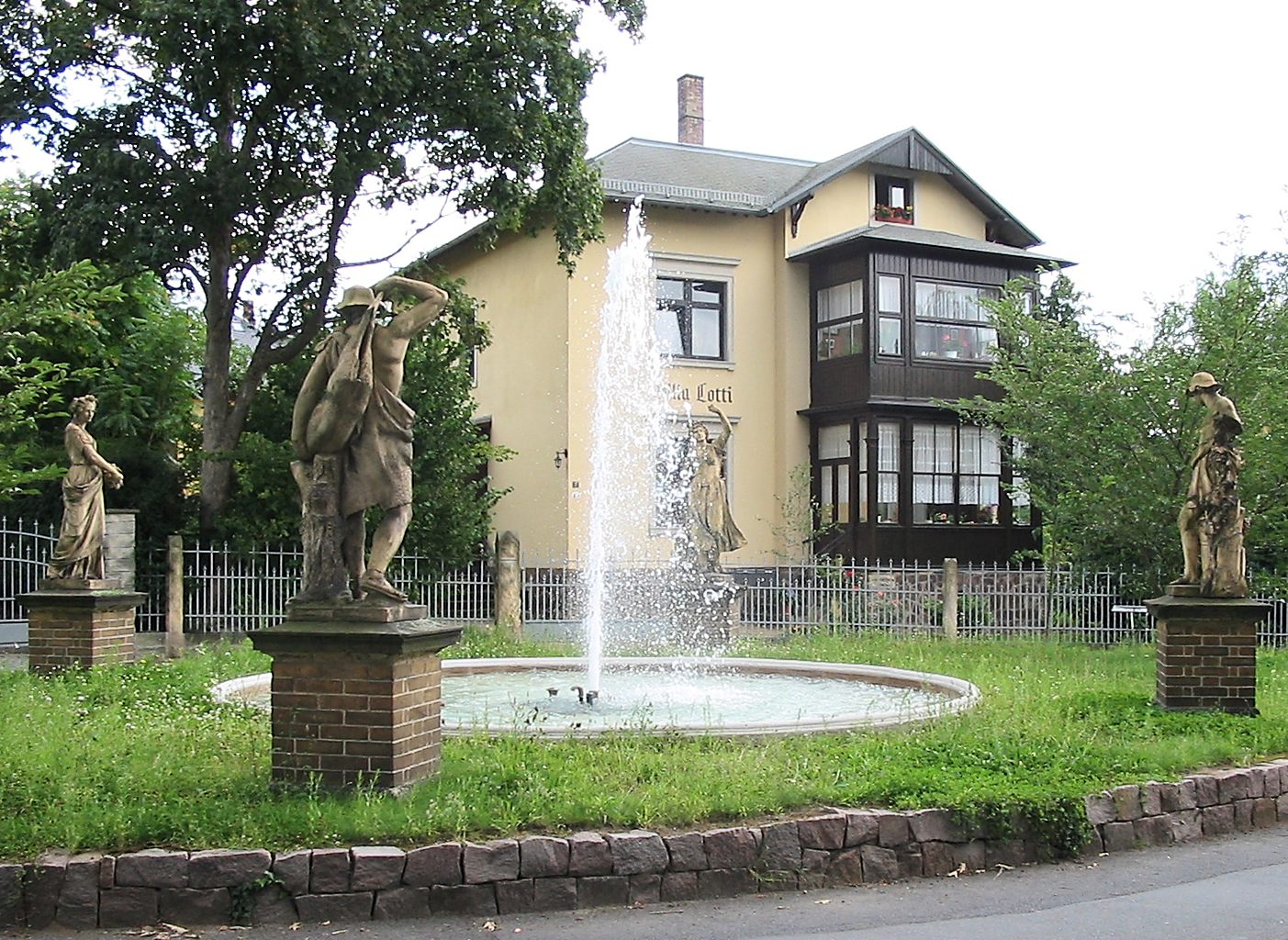
Fontainenplatz in Radebeul, Vier Jahreszeiten. Hinten Villa Lotti, Dr.-Schmincke-Allee 18.

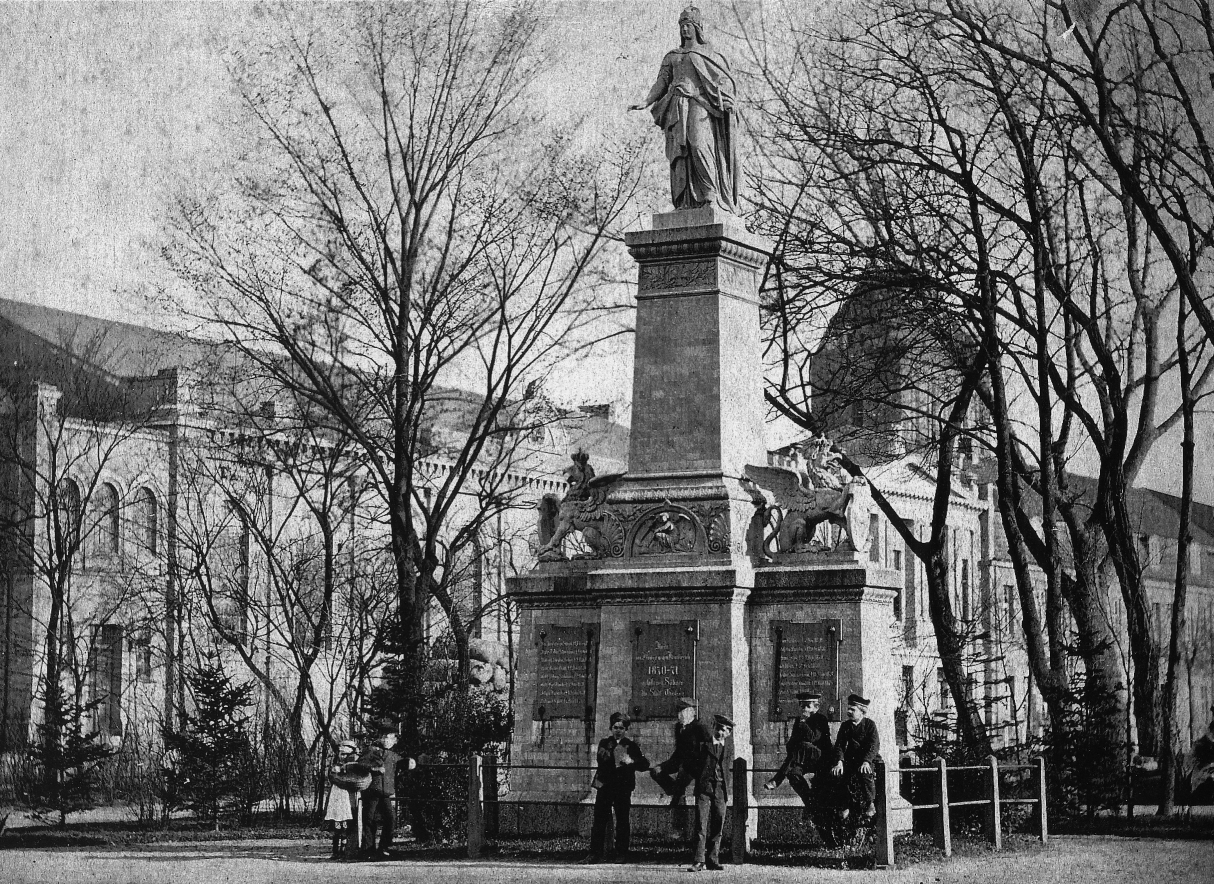
Kriegerdenkmal 1870/71 Güstrow

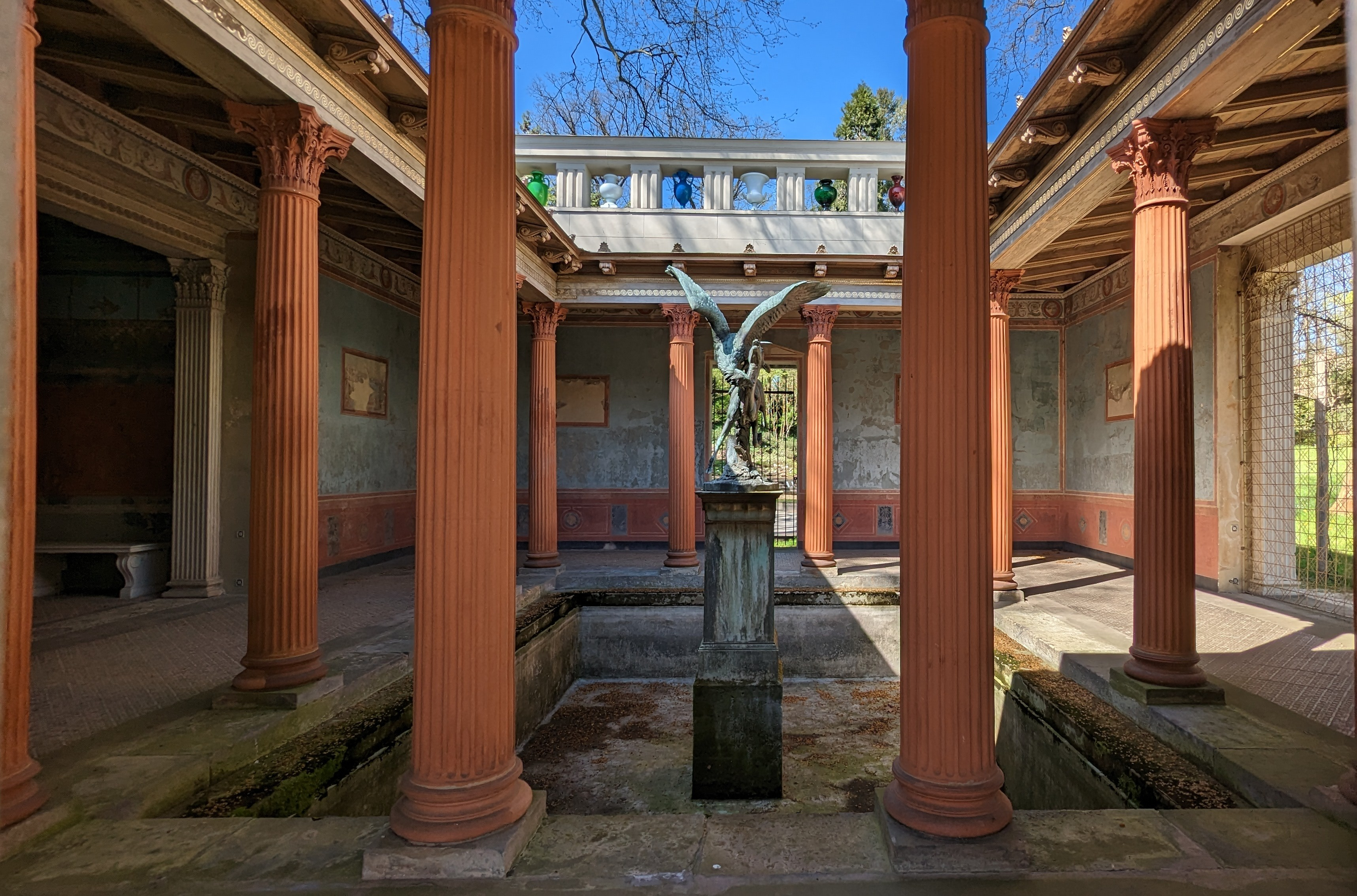
Atrium des Stibadium im Paradiesgärtlein, Potsdam Park Sanssouci

- 1844/46 Terrakotten für die St. Matthäikirche, Berlin
- um 1844 Schalentragende Kindergruppe aus Terrakotta, Baldachinfontäne nahe Obeliskportal, Park Sanssouci, Potsdam
- 1845/46 Zwölf Terrakottasäulen und 4 Vasen im Atrium des Paradiesgärtleins, Potsdam
- zwischen 1847 und 1851 Fünf Musen aus Terrakotta, in den Rundnischen der Südterrasse am Mühlenhaus der Historischen Mühle von Sanssouci
- um 1850 Vasen aus Terrakotta zwischen den korinthischen Säulen am Pförtnerhaus und Küsterhaus, Park Sanssouci
- um 1850 Terrakotten, Topfziegel und Bodenbeläge für das Neue Museum, Berlin
- zwischen 1850 und 1861 weibliche Gewandstatue und Amphoren aus Terrakotta, Nischen im OG des Orangerieschlosses (Mittelbau)
- 1854 Terrakotten für die Universität, Königsberg
- 1850/51 Terrakotten am Triumphtor in Potsdam, gemeinsam mit der Ofenfabrik Feilner & Comp.
- 1858–1860 Terrakotten am Eingang der Borsigschen Maschinenbauanstalt an der Chausseestrasse von Heinrich Strack. Nach Aufgabe der Fabrik 1887, 1901 in den Garten der Technischen Universität Berlin versetzt
- 1861–1869 Terrakotten Rotes Rathaus, Berlin
- 1866–1868 Terrakotten für den Görlitzer Bahnhof, Berlin
- 1876 Terrakottafigur Germania (von Calandrelli), Greife und Relief am Kriegerdenkmal 1870/71 in Güstrow
- 1877–1881 Terrakotten am ehemaligen Kunstgewerbemuseum, dem heutigen Martin-Gropius-Bau, Berlin
- um 1880 diverse Terrakottafiguren für den öffentlichen Raum sowie als Baukunst in Radebeul durch Gebrüder Ziller, u. a. die Vier Jahreszeiten auf dem Fontainenplatz der Dr.-Schmincke-Allee oder die Figurengruppen am Sophienhof (ehemalige Sophienstraße)
- um 1887 Taufbecken der Dorfkirche Betzin